# الخلل الإدراكي بعد العمل الجراحي
الخلل الإدراكي بعد العمل الجراحي (POCD) هو انخفاض في الوظيفة الإدراكية (خاصة في الذاكرة والوظائف التنفيذية) والذي قد يستمر من 1 إلى 12 شهرًا بعد الجراحة، أو لفترة أطول. وفي بعض الحالات، قد يستمر هذا الاضطراب لعدة سنوات بعد إجراء عملية جراحية كبرى. يختلف الخلل الإدراكي بعد العمل الجراحي عن هذيان الصحو. مازالت أسبابه قيد البحث ويحدث بشكل شائع عند المرضى المتقدمين بالسن والذين يعانون من ضعف إدراكي موجود مسبقًا.
أسباب الخلل الإدراكي بعد العمل الجراحي ليست مفهومة. لا يبدو أن سببه هو نقص الأكسجين أو ضعف تدفق الدم إلى الدماغ ومن المرجح أيضًا أن يحدث تحت التخدير الموضعي أو العام. سبب الخلل الإدراكي بعد العمل الجراحي غير واضح. يعتقد أنه قد يكون ناجمًا عن استجابة الجسم الالتهابية للجراحة، أو إطلاق هرمون التوتر أثناء الجراحة، أو نقص التروية، أو نقص الأكسجة في الدم.
يمكن أن يؤدي الخلل الإدراكي بعد العمل الجراحي إلى تعقيد تعافي الشخص من الجراحة، وتأخير الخروج من المستشفى، وتأخير العودة إلى العمل بعد الجراحة، وتقليل جودة حياة الشخص.

## الأسباب
من المحتمل أن تلعب استجابة الجسم الالتهابية للجراحة دورًا مهمًا، على الأقل عند المرضى المسنين. قامت العديد من المبادرات البحثية خلال السنوات الأخيرة بتقييم ما إذا كانت الإجراءات المتخذة قبل وأثناء وبعد الجراحة يمكن أن تقلل من الآثار الضارة المحتملة للالتهاب. على سبيل المثال، يمكن إعطاء العوامل المضادة للالتهاب قبل الجراحة. أثناء الجراحة، يمكن تعديل عوامل الالتهاب عن طريق التحكم في درجة الحرارة، أو استخدام التخدير الموضعي بدلًا من التخدير العام أو استخدام حاصرات بيتا. بعد الجراحة، من المهم التعامل مع الألم والسيطرة على العدوى بشكل مثالي. أظهرت العديد من الدراسات آثارًا إيجابية ذات أهمية متغيرة عند اتباع نهج متعدد التخصصات ومتعدد العوامل تجاه المرضى المسنين أثناء الرعاية قبل وأثناء وبعد الجراحة.
قد يلعب أيضًا إطلاق هرمون التوتر أثناء الجراحة أو نقص التروية أو نقص الأكسجة دورًا في التسبب في الخلل المعرفي بعد العملية الجراحية.
دور التخدير في التسبب في الخلل المعرفي بعد العملية الجراحية غير واضح. وجدت مقارنة بين أدوية التخدير الاستنشاقية وأدوية التخدير الوريدي لتحديد أيهما أكثر عرضة للتسبب في خلل إدراكي بعد العملية الجراحية عند استخدامها لدى كبار السن لإجراء جراحة غير قلبية، أن عددًا أقل من الأشخاص عانوا من الخلل الإدراكي بعد العمل الجراحي مع التخدير الوريدي الكلي (TIVA) مقارنة بالتخدير الاستنشاقي، ومع ذلك، فإن هذه الاستنتاجات ذات جودة منخفضة ومن الضروري إجراء المزيد من الأبحاث لتحديد الاختلافات بين طريقتي التخدير.

## الوقاية
تشمل أساليب الوقاية من الخلل الإدراكي بعد العمل الجراحي مراقبة التخدير أثناء الجراحة والتأكد من أن الشخص في النطاق الاختياري للتأكد من أنه ليس على دراية بما يحيط به ولا يشعر بالألم. قد يساعد مخطط كهربية الدماغ (EEG) في توجيه الفريق الجراحي لتحديد العمق الأمثل للتخدير ومنع الجرعات العالية أو المنخفضة أثناء العملية الجراحية. قد يقلل هذا النهج من خطر الاستجابة الالتهابية العصبية و/أو الاضطرابات العصبية بما في ذلك الخلل المعرفي.

## الاختبارات
تجرى الاختبارات الإدراكية قبل العمليات لتحديد خط الأساس. تجرى نفس الاختبارات مرة أخرى بعد العملية الجراحية لتحديد مدى ومدة الانخفاض في الخلل الإدراكي بعد العمل الجراحي. لقد وجد أحد الاختبارات التي تفحص البالغين من عمر 55 عامًا فما فوق والذين خضعوا لعمليات جراحية كبرى غير متعلقة بالقلب أن ما يصل إلى 30% من المرضى تكون اختباراتهم أسوأ بكثير من خط الأساس الخاص بهم بعد 3 أشهر.